# Midway (Georgia)
Midway – miasto w Stanach Zjednoczonych, w stanie Georgia, w hrabstwie Liberty.

## Demografia
W 2010 zamieszkiwało w nim 2121 osób. W 2023 liczba mieszkańców wzrosła do 2253 osób, a gęstość zaludnienia przekroczyła 155 osób/km².